# Slovénie au Concours Eurovision de la chanson 2018
La Slovénie est l'un des quarante-trois pays participants du Concours Eurovision de la chanson 2018, qui se déroule à Lisbonne au Portugal. Le pays est représenté par Lea Sirk et la chanson Hvala, ne!, sélectionnées via l'émission EMA 2018. La Slovénie termine à la 22e place de la finale avec 64 points.

## Sélection
La Slovénie a confirmé sa participation à l'Eurovision le 15 septembre 2017, confirmant en même temps l'utilisation de l'émission EMA 2018 comme sélection et ouvrant la période de dépôt de candidatures à la même date. 

### Format
La sélection est constituée d'une demi-finale et d'une finale. La demi-finale a lieu le 17 février 2018 et verra seize candidats concourir. Les quatre chansons se classant le mieux au télévote slovène se qualifieront pour la finale. Quatre autres candidats se qualifieront également : les quatre candidats les mieux placés du jury en dehors de ceux déjà qualifiés.
La finale a lieu le 24 février. Le vainqueur est désigné via un vote combinant le télévote slovène et vote d'un jury professionnel, chacun comptant pour moitié du total.

### Chansons
Au terme de la période de candidatures, 108 chansons avaient été envoyées au diffuseur. Seize ont été retenues pour participer à la demi-finale de la sélection et ont été annoncées le 8 décembre 2018.
| Artiste           | Chanson            |
| ----------------- | ------------------ |
| Anabel            | Pozitiva           |
| BQL               | Ptica              |
| Gregor Ravnik     | Zdaj je čas        |
| Ina Shai          | V nebo             |
| Indigo            | Vesna              |
| KiNG FOO          | Žive sanje         |
| Lara Kadis        | Zdaj sem tu        |
| Lea Sirk          | Hvala, ne!         |
| ManuElla          | Glas               |
| Marina Martensson | Blizu              |
| MILA              | Svoboda            |
| Nika Zorjan       | Uspavanka          |
| Nuška Drašček     | Ne zapusti me zdaj |
| Orter             | Kraljica           |
| Proper            | Ukraden cvet       |
| Tanja Ribič       | Ljudje             |

### Émissions

#### Demi-finale
- Qualifiés par télévote
- Qualifié par le jury

| Ordre | Artiste           | Chanson            | Télévote | Télévote | Jury |
| Ordre | Artiste           | Chanson            | Voix     | Place    | Jury |
| ----- | ----------------- | ------------------ | -------- | -------- | ---- |
| 1     | Anabel            | Pozitiva           | 489      | 7        | 13   |
| 2     | Tanja Ribič       | Ljudje             | 313      | 11       | 14   |
| 3     | KiNG FOO          | Žive sanje         | 151      | 14       | 8    |
| 4     | Ina Shai          | V nebo             | 206      | 13       | 6    |
| 5     | Indigo            | Vesna              | 452      | 8        | 7    |
| 6     | ManuElla          | Glas               | 268      | 12       | 12   |
| 7     | MILA              | Svoboda            | 76       | 16       | 15   |
| 8     | Orter             | Kraljica           | 128      | 15       | 16   |
| 9     | Lara Kadis        | Zdaj sem tu        | 1373     | 2        | 2    |
| 10    | BQL               | Ptica              | 1675     | 1        | 3    |
| 11    | Proper            | Ukraden cvet       | 426      | 9        | 4    |
| 12    | Nika Zorjan       | Uspavanka          | 676      | 5        | 9    |
| 13    | Marina Martensson | Blizu              | 398      | 10       | 5    |
| 14    | Nuška Drašček     | Ne zapusti me zdaj | 799      | 4        | 10   |
| 15    | Gregor Ravnik     | Zdaj je čas        | 506      | 6        | 11   |
| 16    | Lea Sirk          | Hvala, ne!         | 1264     | 3        | 1    |

#### Finale
| Ordre | Artiste           | Chanson            | Jury | Télévote | Télévote | Total | Place |
| Ordre | Artiste           | Chanson            | Jury | Voix     | Points   | Total | Place |
| ----- | ----------------- | ------------------ | ---- | -------- | -------- | ----- | ----- |
| 1     | Lea Sirk          | Hvala, ne!         | 68   | 2556     | 48       | 116   | 1     |
| 2     | Indigo            | Vesna              | 18   | 678      | 0        | 18    | 7     |
| 3     | Ina Shai          | Glow               | 26   | 709      | 12       | 38    | 6     |
| 4     | BQL               | Promise            | 34   | 4734     | 72       | 106   | 2     |
| 5     | Marina Martensson | Blizu              | 10   | 647      | 0        | 10    | 8     |
| 6     | Lara Kadis        | Zdaj sem tu        | 38   | 1788     | 36       | 74    | 4     |
| 7     | Proper            | Ukraden cvet       | 30   | 1283     | 24       | 54    | 5     |
| 8     | Nuška Drašček     | Ne zapusti me zdaj | 28   | 3069     | 60       | 88    | 3     |

Au terme de la finale, Lea Sirk est désignée représentante de la Slovénie pour l'Eurovision 2018 avec sa chanson Hvala, ne!.

## À l'Eurovision
La Slovénie a participé à la deuxième demi-finale, le 10 mai 2018, et s'est qualifiée pour la finale du 12 mai en terminant 8e avec 132 points. Lors de la finale, le pays termine 22e avec 64 points.